# 圣阿尔邦昂蒙塔涅
圣阿尔邦昂蒙塔涅（法語：Saint-Alban-en-Montagne，法語發音：[sɛ̃.t‿albɑ̃ ɑ̃ mɔ̃taɲ]，意为“山上的圣阿尔邦”）是法国阿尔代什省的一个市镇，位于该省南部，属于拉让蒂耶尔区。

## 地理
圣阿尔邦昂蒙塔涅（44°42'18"N, 3°54'38"E）面积13.94 平方千米，位于法国奥弗涅-罗讷-阿尔卑斯大区阿尔代什省，该省份为法国东南部内陆省份，北起顺时针与卢瓦尔省、伊泽尔省、德龙省、沃克吕兹省、加尔省、洛泽尔省和上盧瓦爾省接壤。
与圣阿尔邦昂蒙塔涅接壤的市镇（或旧市镇、城区）包括：塞利耶迪吕克、拉维拉特、莱斯佩龙、勒普拉尼亚勒。

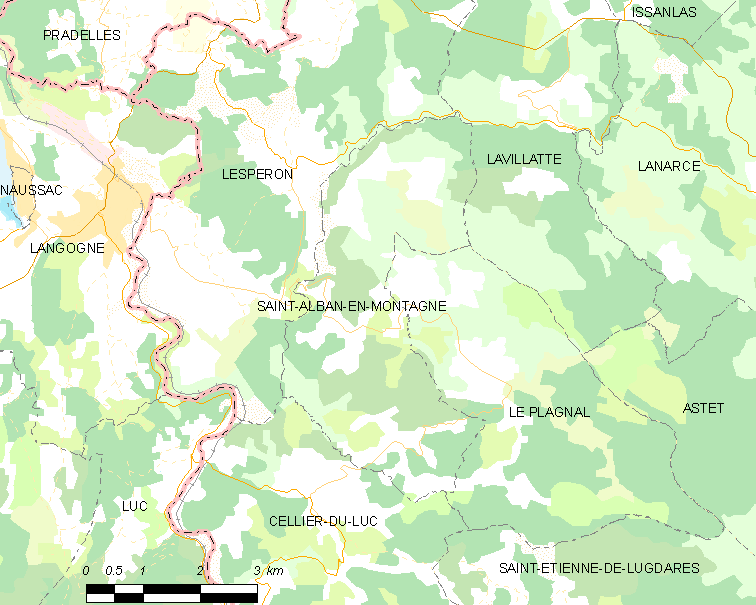
圣阿尔邦昂蒙塔涅的OSM定位图

圣阿尔邦昂蒙塔涅的时区为UTC+01:00、UTC+02:00（夏令时）。

## 行政
圣阿尔邦昂蒙塔涅的邮政编码为07590，INSEE市镇编码为07206。

## 政治
圣阿尔邦昂蒙塔涅所属的省级选区为上阿尔代什县。

## 人口

1962-2008年间圣阿尔邦昂蒙塔涅人口变化图示

圣阿尔邦昂蒙塔涅于2022年1月1日时的人口数量为65人。